# 柳珪
柳珪（?—?），字郊玄（交玄），一字鎮方，唐朝京兆华原人，出自河东柳氏，柳公綽之孙，柳仲郢第二子，柳璞之弟，柳璧、柳玭之兄。
柳珪大中五年（851年）登进士第，清秀文雅，被杜牧、李商隐称道。杜悰为西川节度使，征召柳珪在幕府，好久他才就任。杜悰改为淮南节度使，把积累的俸钱给他，柳珪不接受，杜悰按旧例劝说，柳珪还是推辞了。柳珪以蓝田县尉直弘文馆，升任为右拾遗，给事中萧仿、郑裔绰说柳珪不能事奉父亲，封还了任命他的诏书。柳仲郢上诉说柳珪冒昧出任谏职是不对的，但说他不孝是诬蔑。请让他回家养亲，皇帝下诏同意。柳公绰治家和韩滉一样被人称道，柳珪被废，士人都很怅恨。柳珪官至卫尉少卿。